# 若林座
若林座（わかばやしざ）は、かつて愛知県碧海郡高岡町（現在の豊田市若林東町高根下）にあった劇場・映画館。1933年（昭和8年）に開館し、1959年（昭和34年）に閉館した。名鉄三河線若林駅の東方にあった。

## 歴史

### 開館
1920年代初頭には三河鉄道（現在の名鉄三河線）が知立駅と挙母駅（現在の豊田市駅）を結び、碧海郡高岡村の若林には若林駅が設置された。1933年（昭和8年）には高岡村中根で製粉業を営んでいた中野登一が、若林駅の東方に芝居小屋の若林座を開館させた。
若林座は木造2階建であり、1階は24畳、2階は12畳ほどの広さで、定員は約110-120人だった。農村部としては立派な劇場であり、歌舞伎・芝居・浪曲・映画などの興行を行った。
上演日には若林地区の住民はもちろん、上郷村、高岡村竹、高岡村堤、高岡村吉原の各集落から自転車で詰め寄せたという。近辺では知立町や挙母町まで見渡しても、劇場といえば知立劇場、挙母劇場、若林座の3館しかなかったのである。太平洋戦争中には空襲に備えるための防空劇を上演したこともあった。
創業者の中野登一は1951年（昭和26年）に死去した。なお、1955年（昭和30年）には隣接する上郷村に上野劇場が開館している。戦後の若林座はテレビが普及するまでは活況を呈したが、観客数は1955年をピークに減少に転じ、1958年（昭和33年）には日本全体の映画館客数も減少に転じた。1959年（昭和34年）9月26日の伊勢湾台風で建物が被害を受けたため、若林座はそのまま閉館となった。1956年（昭和31年）に町制を試行した高岡町は、1965年（昭和40年）に豊田市に編入合併された。

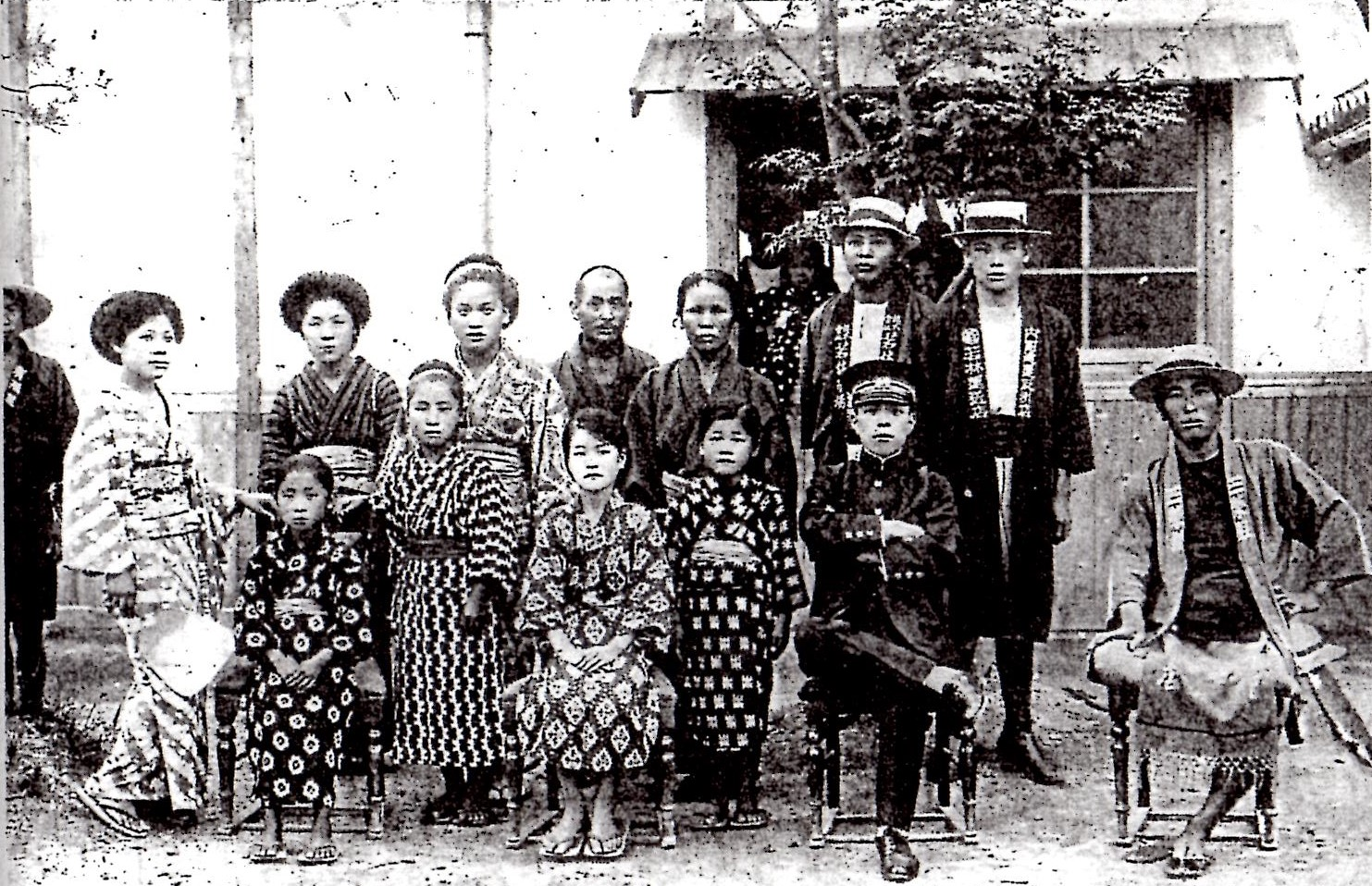
1920年の三河鉄道若林駅開業時の記念写真
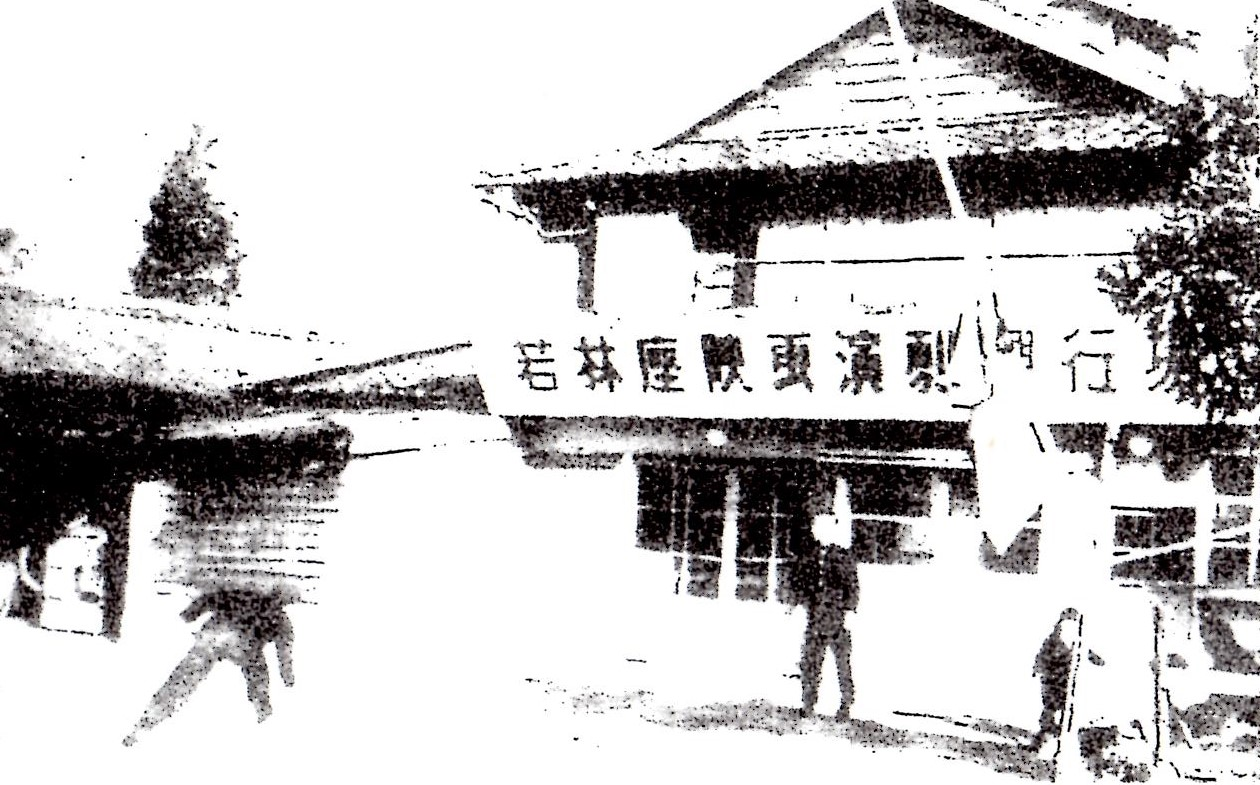
「若林座映画演劇興行」の文字が見える看板
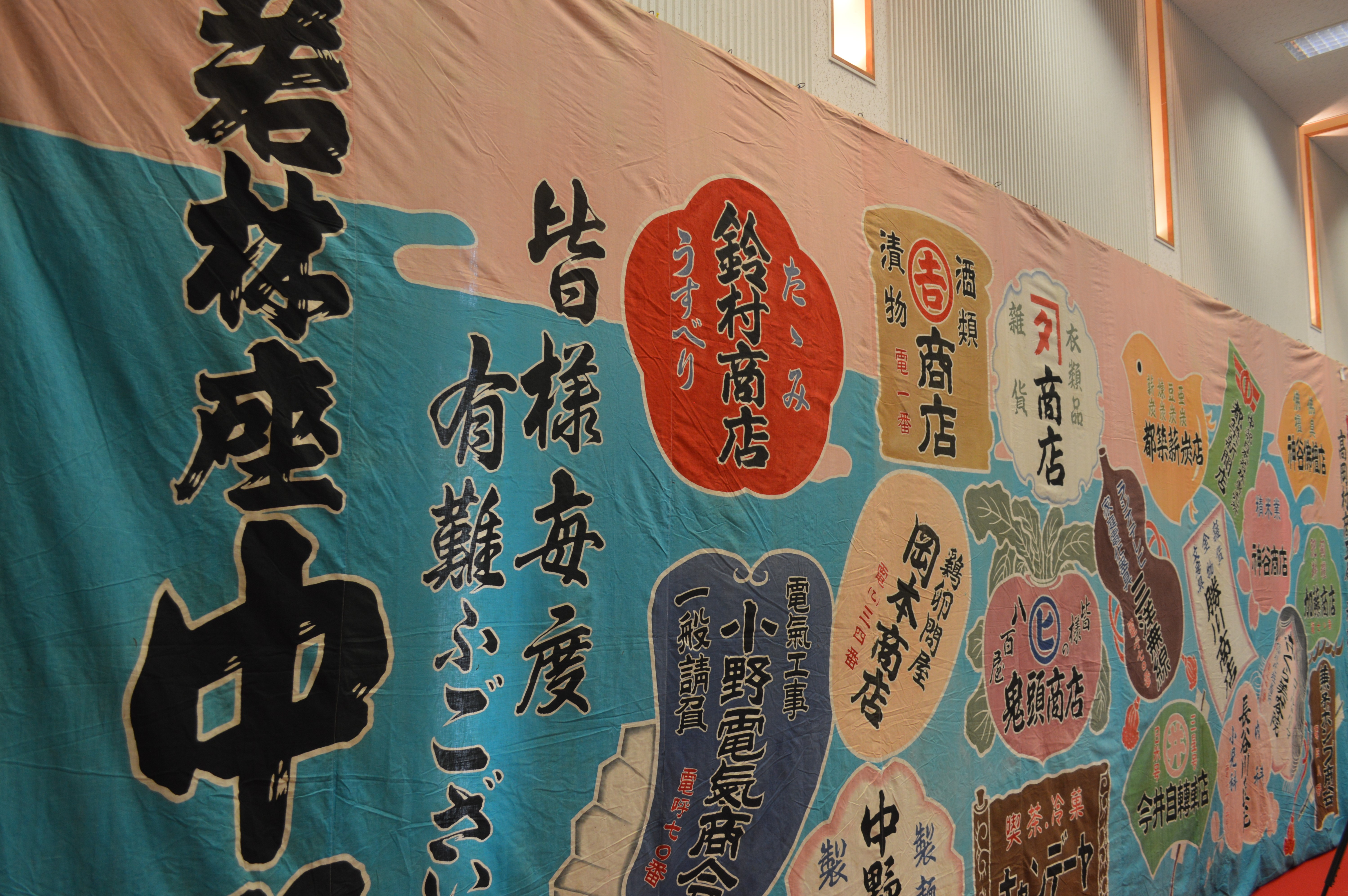
若林の商店名が書かれた幕

### 閉館後
2003年（平成15年）時点で、若林座の跡地には創業者一家（中野氏、浜口氏）と、所有するアパート（若林東町高根下81）が建っている。2004年（平成16年）1月には中野登一の孫である中野紀和男（名古屋大学生物機能開発利用研究センター教授）が、若林座の備品や芝居道具など110点以上を豊田市に寄贈した。
中野紀和男からの寄贈を受けて、2004年から3月には豊田市棒の手会館で、「あの頃の娯楽 歌舞伎・芝居・浪曲・映画」と題した若林座の回顧展が開催された。寄贈物には映画ポスター、小道具の三度笠、編み笠、かっぱ、背景用の雪景色の幕、素人演芸大会の旗、宣伝用うちわ、下足札などがある。
2017年（平成29年）時点で若林座の跡地は空地となっている。2018年（平成30年）3月17日から3月28日には豊田市高岡コミュニティセンターで「もう一度みたい若林座」と題した回顧展が開催され、当時の芝居の小道具や映画のポスターなど約20点が展示されたほか、中野紀和男が製作した若林座の1/50模型も展示された。

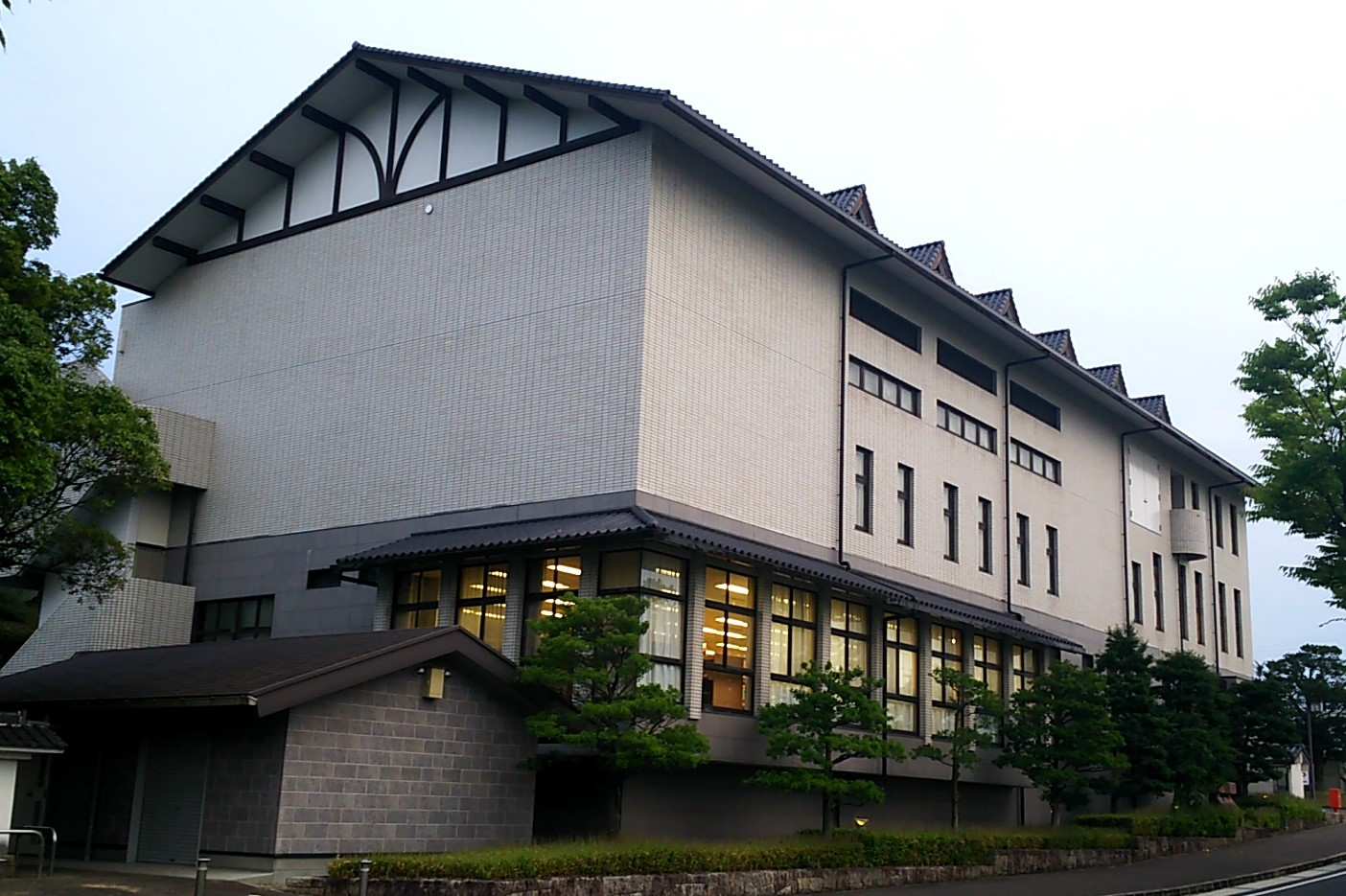
若林座の回顧展が開催された高岡コミュニティセンター
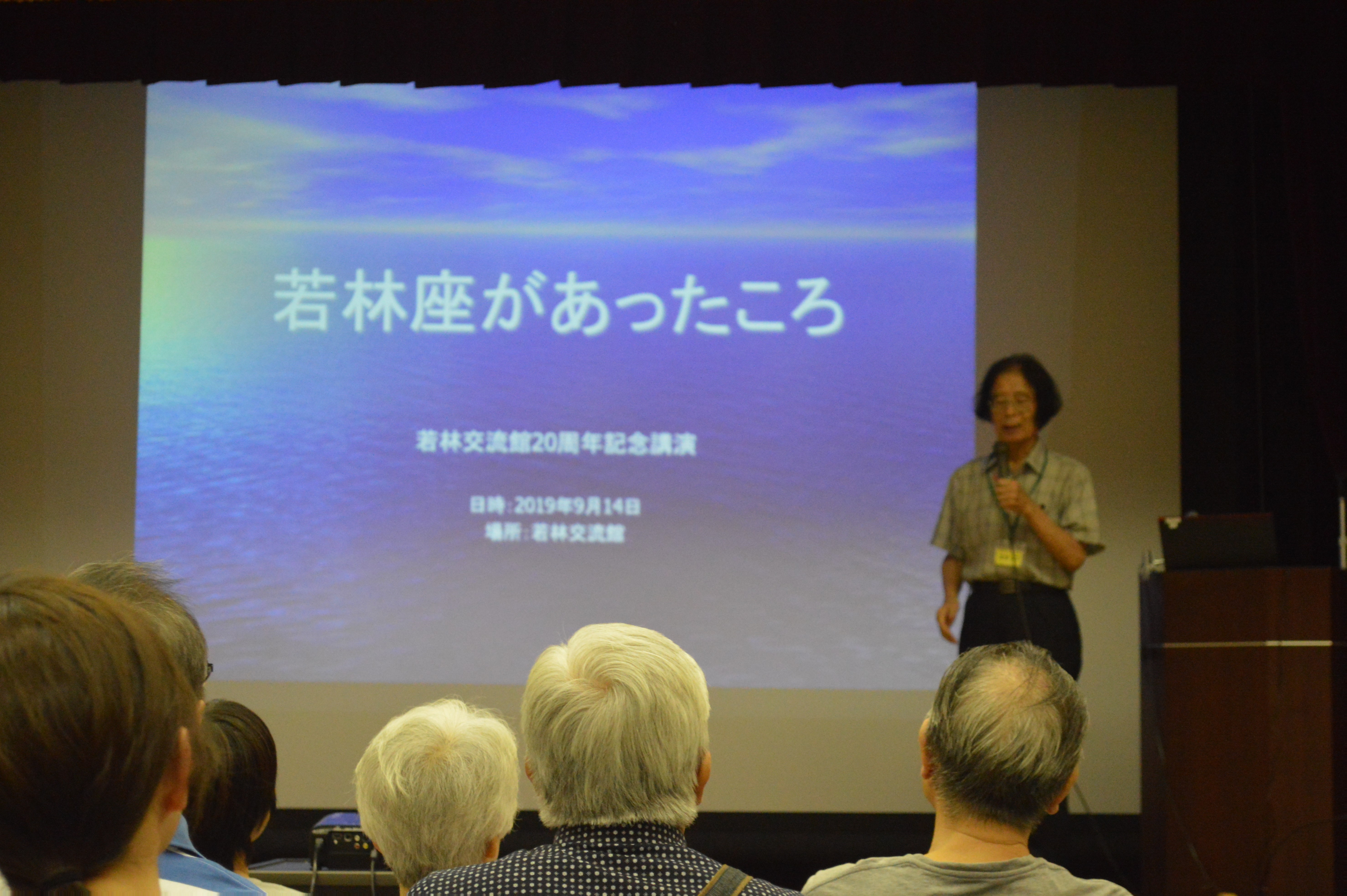
2019年の「若林座があったころ」における中野紀和男の講演

## かつて豊田市にあった映画館
| 画像 | 館名     | 所在地                 | 営業年        |
| ---- | -------- | ---------------------- | ------------- |
|      | 挙母劇場 | 豊田市神明町2丁目9番地 | 1882年-1994年 |
|      | 昭和劇場 | 豊田市久保町4丁目1番地 | 1913年-????年 |
|      | アート座 | 豊田市喜多町2丁目38    | 1951年-1991年 |
|      | 若林座   | 豊田市の高岡地区       | 1933年-1959年 |
|      | 上野劇場 | 豊田市の上郷地区       | 1959年-1964年 |